# شهرستان بورایفسکی
شهرستان بورایفسکی (به لاتین: Burayevsky District) یک شهرستان در روسیه است که در باشقیرستان واقع شده‌است.